# Habitatge al carrer Príncep de Bergara, 10 (l'Hospitalet de Llobregat)
L'habitatge al carrer Príncep de Bergara número 10 és un edifici noucentista protegit com a bé cultural d'interès local a l'Hospitalet de Llobregat (Barcelonès).

## Descripció
És un edifici entre mitgeres de planta baixa, dos pisos i terrat. La disposició de la façana és simètrica, amb dos balcons al primer i segon pis i la porta principal al centre de la planta baixa. Cada balcó té dues finestres que tenen la llinda i els brancals fets amb maó vist. La planta baixa va ser modificada i s'hi va posar un arrebossat uniforme de ciment. El primer i segon pis estan profusament decorats amb esgrafiats que representen gerros y flors, separant les obertures, amb rajoles de ceràmica i amb plafons de trencadís. Sobre la porta hi ha una composició en trencadís on es pot llegir "AÑO 1927". Fins i tot el voladís dels balcons està decorats amb ceràmica. El terrat queda tancat per uns petits murs de maó units per gelosia.

## Història
L'aparença no és ostentosa però sí un xic refinada i harmònica, amb un gran cromatisme, resultant dels materials emprats i les arts aplicades: maó vist al terrat i emmarcant les finestres; franges de rajoleta vidriada que marquen els diferents ordres i en alguns casos, rajoleta policroma trencada imitant mosaic i situada a la base dels balcons; esgrafiats amb temes florals i ferro laminat imitant forjats.